# Лунийская епархия
Лунийская епархия (итал. La Diocesi ortodossa di Luni) — епархия греческой старостильной Церкви истинно-православных христиан Греции (Синод Хризостома).

## История
В городе Луни в древности находился православный монастырь, который был полностью разрушен племенами норманнов, а проживавшие в нём монахи претерпели мученическую кончину.
Открытый в 1985 году архимандритом Силуаном (Ливи) близ города Пистойя мужской монастырь в честь преподобного Серафима Саровского стал позиционировать себя в качестве преемников древнего христианского монастыря, а образованная позднее епархия получила название Лунийской.
22 февраля 2004 года в монастыре святых Киприана и Иустины в Фили состоялась хиротония во епископа Лунийского архимандрита Силуана (Ливи). Хиротонию совершил митрополит Оропосский и Филийский Киприан (Куцумбас) в сослужении двух епископов, в том числе епископа Амвросия (Бэрда).
В настоящее время (2018) в состав епархии входят три монастыря и четыре прихода. Клир состоит из епископа и пяти священнослужителей.

## Монастыри
- Монастырь Святого Серафима Саровского (мужской, около Пистойя)
- Михаило-Архангельский монастырь (мужской, около Лоаццоло)
- Казанский монастырь (женский, около Лоаццоло)